# 근점 편각

근점 편각 ω를 포함해 궤도 요소를 나타낸 도표.

근점 편각(近點偏角, 영어: argument of periapsis)은 궤도의 승교점부터 근점까지의 각을 운동 방향으로 잰 각거리로, 궤도 요소 중 하나이다. 궤도의 중심체가 무엇인지에 따라 근점을 대체해 부를 수 있는데, 대표적으로 태양이 중심일 경우 근일점 편각, 달이 중심이면 근월점 편각 등이 된다.
궤도의 근점 편각이 0°라면 궤도를 도는 물체는 중심체에 가장 근접하는 그 순간 기준면을 남족에서 북쪽으로 통과한다는 뜻이며, 90°라면 가장 근접하는 순간 기준면에서 북쪽으로 가장 멀리 떨어진 지점에 위치한다.
근점 편각의 값을 승교점 경도에 더하면 근점 경도가 산출된다. 간혹 쌍성이나 외계 행성의 궤도를 말할 때는 근점 편각과 근점 경도가 같은 의미로써 사용되는 경우도 있다.

## 계산
근점 편각 ω는 다음과 같이 계산할 수 있다.
{\displaystyle \omega =\arccos {{\mathbf {n} \cdot \mathbf {e} } \over {\mathbf {\left|n\right|} \mathbf {\left|e\right|} }}}
만약 ez < 0 이라면 ω → 2π − ω이다.
- n은 승교점을 향하는 벡터로, n의 z 성분은 0이다.
- e은 궤도 근점을 향하는 이심률 벡터이다.

승교점이 없는 적도 궤도의 경우 근점 편각은 엄밀하게 정의되지 않으나, 승교점의 경도를 0으로 잡는다면 ω의 값은 다음과 같은 이차원적인 식을 따른다.
{\displaystyle \omega =\arctan 2\left(e_{y},e_{x}\right)}
만약 궤도 운동 방향이 시계 방향이라면((r × v)z < 0), ω → 2π − ω이다.
- ex와 ey는 각각 이심률 벡터 e의 x 및 y 성분이다.

원 궤도에서는 승교점이 근점에 있는 것으로 보고 ω = 0으로 잡는 경우가 많지만, ω = 90°으로 잡을 경우 내합과 근점 시간이 같아지기 때문에 편의상  ω = 90°으로 잡는 경우도 있다.

## 같이 보기
- 케플러 궤도
- 궤도 요소